# 인종 차별

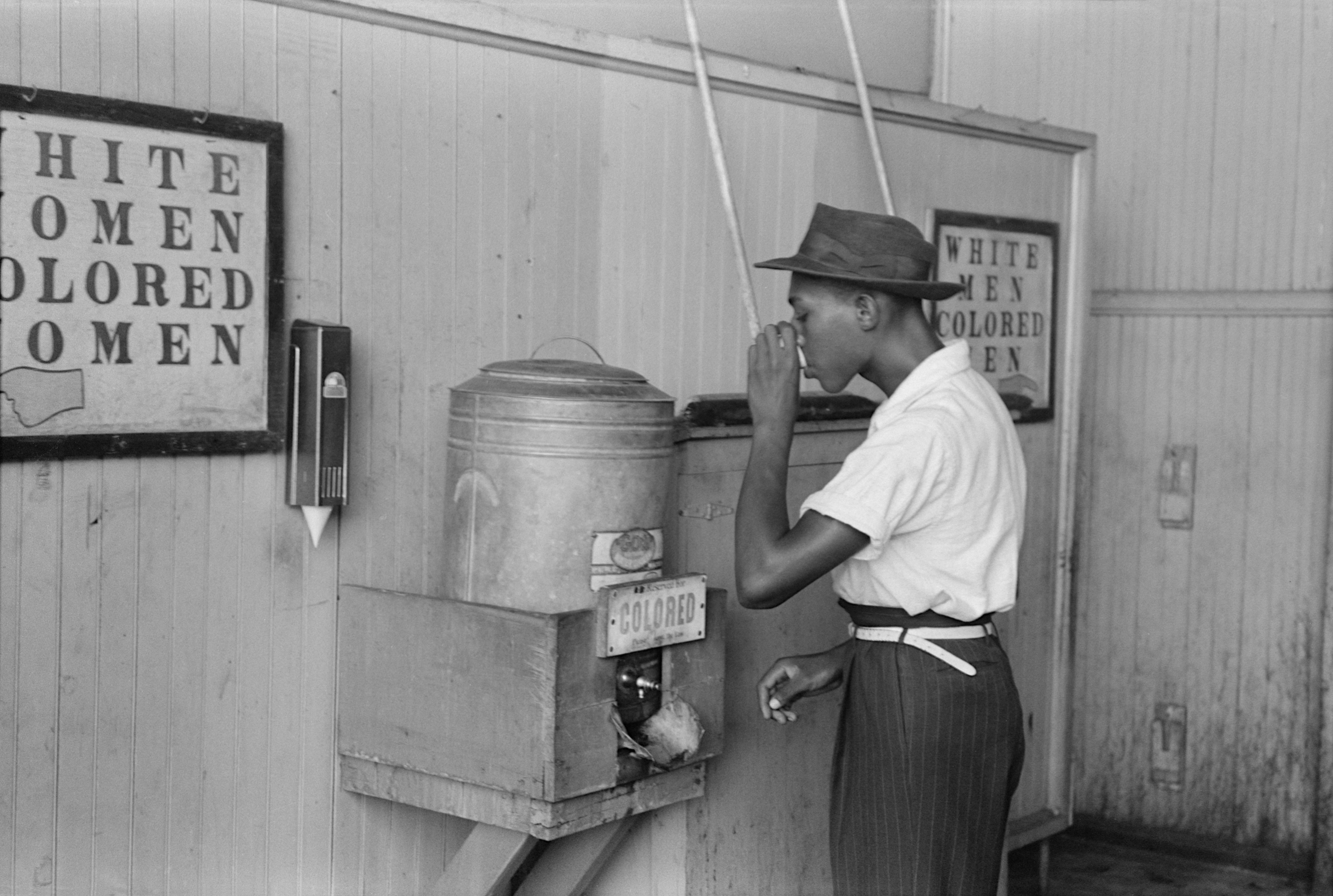
1939년 미국의 인종적으로 분리된 노면전차 (streetcar) 터미널의 ‘유색 전용’ 수도에서 물을 마시고 있는 아프리카계 미국인 남성

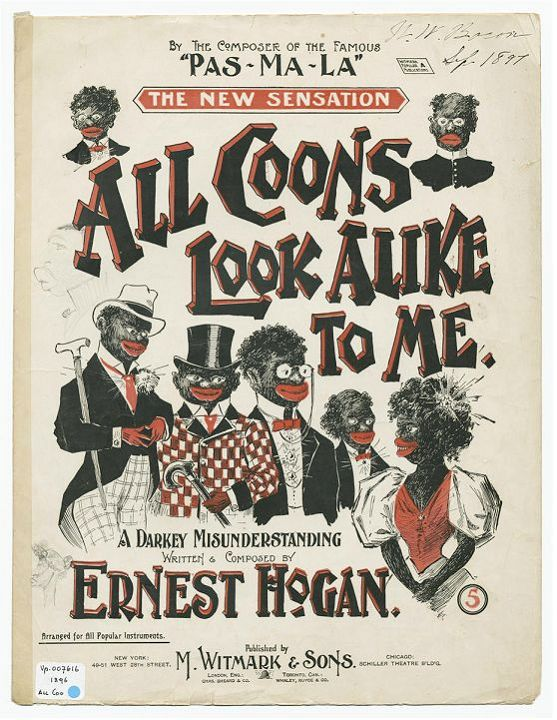
"모든 깜둥이는 나에게 비슷해 보인다" (1896년 미국 뮤지컬 연극 포스터)

인종차별(人種差別) 또는 인종주의(人種主義)는 인종 집단에 따라 행성 특성의 차이나 우열이 존재한다는 신념, 또는 이에 기반한 행위를 가리키는 말이다. 흔히 특정 인종에 대한 적대감을 드러내는 배타주의의 형태로 나타난다. 인종 차별주의는 다른 인종인 사람들은 자신들과 다르거나 자신들보다 못하다고 하는 생각이 의식이나 무의식 가운데 나타난 것이라고도 볼 수 있다. 이러한 인종 구분을 사용하는 사람들 가운데 어떤 이들은 인종들이 여러 계층으로 나뉠 수 있으며 그 사이에 우열이 있다고 주장한다.
그러나 인종차별을 비평하는 몇몇 이들은 이 표현을 구체적으로 억압의 ‘체제’를 가리키는 데에 쓴다. 이 체제는 하나의 인종이라는 이름을 공유하는 사람들을 차별하여 사회에서 멀리하는 여러 상황들, 이를테면 계속되어 나타나거나, 불문율처럼 여기거나, 무의식적 중에 나타나는 인종차별에 대한 신념, 행위 등을 의미한다. 이러한 비평가들은 ‘인종 차별’은 오직 사회를 지배하는 집단에게만 적용해야 의미가 있다고 생각한다. 그래야만 그러한 집단이 다른 집단을 억누를 수 있기 때문이다. 이와 견주어 볼 때 약자의 처지에 놓여있는 집단이 반격을 하면 이것은 넓은 의미에서 인종주의에 대한 신념 또는 태도라고 해석할 수도 있지만, 이들을 ‘인종 차별주의자’라고 부르는 것은 알맞지 않다. 간추리자면 이것은 인종 집단이 인종 편견으로 ‘실제’로 억압당해야만 인종 차별주의로 분류할 수 있다는 것을 뜻한다.

## 미국의 인종차별
신대륙(아메리카 대륙)에 도착한 백인들이 인디언(아메리카 원주민)들을 노동력으로 삼아 농업의 번성을 꾀했으나 뜻대로 되지 않자 인디언을 몰아내어 아메리카 대륙을 차지했고, 이번에는 끌려온 흑인들을 그들의 노예로 부렸다. 백인들은 흑인들에게 극도의 공포감을 조성하여 노예로서 부릴 수 있게 만들었다. 백인들은 흑인들을 인간으로 받아들이지 않았으며, 심지어 흑인을 침팬지와 인간의 혼혈종이라고 여기기도 했다.
1863년 1월 1일 노예해방선언이 발표됐지만 흑인에게 선거권조차 보장해주지 않는 등 인간의 기본적인 권리를 인정해주지 않았다. 이후 백인들의 이러한 억압에 대항하여 펼친 비폭력 인권 운동이 결국 흑인의 기본권을 보장받도록 했다.

### 역사
종교의 자유를 찾아 유럽을 탈출한 청교도들이 세운 민주주의 미국, 그러나 청교도들은 종교의 이름으로 아메리카 대륙의 원주민이었던 인디언들과 노예로 유입된 흑인들, 자신들처럼 부푼 꿈을 안고 이주한 유색인종까지 학대하고 차별하는 만행을 저질렀다. 실제 이정 박헌영은 1925년 《개벽》에서 청교도들이 흑인들을 탄압한 역사를 비판함으로써 미국 기독교인들의 폭력성을 지적했다. 지금까지 미국의 가장 부끄러운 역사로 기록된 노예제도는 1863년 링컨 대통령에 의해 폐지됐으나, 차별과 멸시에 기초한 흑백 분리정책은 1950년대까지 흑인들의 삶을 옭아맸다. 그러던 중 1955년 버스에서 백인에게 자리를 양보하지 않았다는 이유로 경찰에 체포된 흑인 여장부 로사 파커  흑인 인권운동의 기폭제가 되었다. 1963년 20만명의 흑인들이 워싱턴 기념탑까지 행진을 벌였고, 군중 앞에서 연설을 한 마틴 루터 킹은 미 흑인 인권 운동의 상징이 되었다. 1960년대는 그야말로 미 대륙에서 흑인 인권운동의 절정기였다. 이에 발맞춰 진보적이었던 민주당 케네디 대통령은 고용 부문에서의 인종 차별을 금지한다고 발표했다. 그동안 억압받고 차별 당하던 흑인들에게 국가가 시행한 최초의 배려였다. 뒤이어 1964년 존슨 대통령은 공공장소, 고용, 선거에서 인종차별을 금지한다는 행정명령을 내렸다. 이 때부터 흑인들에게도 인간답게 살 수 있는 기회가 주어졌다.

### 미국의 초기 인종 차별 정책의 배경
초기 아프리카에서 붙잡혀 남아메리카로 넘어온 노예들을 보다 효과적, 경제적으로 운영, 관리하기 위해서 인종 차별 정책을 도입하였다. 이는 이러한 흑인 노예들이 짐승과 동등하다 라는 사회 인식 구조를 다음과 같은 이유로 만들어 냈기에 가능했다. 첫째, 흑인은 짐승과 수간해서 나온 개체이다. 따라서 생물학적으로 인간과 차이가 있다. 둘째, 흑인의 피부색이 검은 것은 열등한 개체이기 때문이다(이는 다윈의 이론의 악용을 통해 나치즘으로 발달하였다.). 셋째, 경제적 이유에서 흑인 노예들을 보다 더 효과적으로 활용할 필요가 있다.

### 미국의 인종 차별 정책의 결과와 신 인종차별 등장
링컨의 노예 해방 선언(“1863년 1월 1일부터 미합중국에 대하여 반란 상태에 있는 주 또는 어떤 주의 특정 지역에서 노예로 예속되어 있는 모든 이들은 영원히 자유의 몸이 될 것이다. 육해군 당국을 포함한 미국 행정부는 그들의 자유를 인정하고 지킬 것이며, 그들이 진정한 자유를 얻고자 노력하는 데 어떠한 제한도 가하지 않을 것이다.”)이 있고 난 후 156년이 되어 가는 오늘날에 이르러도 미국의 인종 차별은 곳곳에서 일어나고 있다. 더 나아가 세계 곳곳에서도 민족주의 의식과 맞물려 타인종에 대한 이유 없는 차별이 일어나고 있다. 경제적으로 못 사는 나라의 민족이라는 이유, 피부색이 다르다는 이유, 그리고 역사적인 이유 등으로 우리는 누군가를 차별하고 또 같은 이유로 우리는 누군가에게 차별 받는다. 이렇게 인종 차별은 세계 곳곳에서 일어나고 있다. 이는 초기의 시도된 인종 차별 정책이 5세기가 훨씬 지난 지금에 와서까지, 그리고 미국뿐만 아니라 이제는 전 세계적으로까지 퍼져나갔다라고 볼 수 있을 것이다. 더욱이 이제는 인종과 피부색에 따른 인종차별에서 더 나아가 언어에 따른 인종 차별이 새롭게 등장하게 되었다. 즉 영어를 못하는 인종이 영어를 잘하는 인종에게 차별 받게 된 것이다. 이는 언어 제국주의와 맞물려 새롭게 생겨난 인종 차별로 피부색에 의한 인종차별이 여러 인권운동들로 인해 조금씩 사그라질 때 풍선효과 (풍선의 한쪽을 누르면 다른 쪽이 부풀어 오른다는 이론)로 인해 이러한 언어에 의한 인종차별이 더욱 더 심각해질 전망이다.

## 대한민국의 인종차별
대한민국에는 인종 차별을 금지하는 법률이 없다. 국내 인종차별은 국가권력에 의해 정책적으로 이루어지는 경향이 있다는 토론회에서 발표도 있었다. 1990년 UN 이주민권리협약을 대한민국은 비준하지 않았으며, 2007년 법무부는 차별금지법안을 입법 예고하였으나 법률 제정이 무산되었고, 2014년 방한한 UN 인종차별 특별 보고관은 인종차별 금지법 제정을 다시 한 번 촉구했다. 2018년 스위스 제네바에서 UN 인종차별철폐위원회의 정기 국가별 심의에서 2012년 심의 때에도 대한민국은 인종차별을 규정하고 인종차별을 금지하는 포괄적 입법을 촉구하였지만 여전히 개선되지 않고 있다고 비판받았다.
현대 대한민국은 세계에서 인종차별 지수가 가장 높은 편에 속한다. 통계적 특이한 사례(아웃라이어)로 취급하며, 한국인 설문인의 3분의 1 정도의 사람들이 "다른 인종과 이웃에 살고 싶지 않다." 라고 대답했다. 이는 인도, 사우디아라비아, 중국, 이란, 터키, 러시아, 일본, 포르투갈, 스페인, 그리스, 이탈리아, 프랑스 등보다도 높은 수치이며 세계에서 가장 다른 인종과 이웃으로 두고 싶어하지 않는 나라라고 측정되었다.
이후 2020년, 의정부고등학교의 졸업사진 촬영 당시, 학교에서는 재미있는 복장을 하고 졸업사진을 촬영하도록 하였는데, 그 중 몇 명이 인터넷에서 유명해진 밈 중 하나인 "관짝밈"이라는 것을 재현하기 위해 피부를 검게 칠하고 촬영 하였다. 이를 알게 된 유명인 샘 오취리가 이것을 향해 블랙페이스를 따라했다고 주장하였다. '블랙페이스'라는 것은 흑인을 우스꽝스럽게 표현하기 위해, 타 인종의 피부색을 검게 칠하여 웃기게 만드는 인종차별적 유머이다. "관짝밈" 밈은 가나의 전통 장례식 다큐멘터리 영상을 전자음악 배경음에 합성시켜 만든 밈이며, 이 영상에 나오는 등장인물들이 흑인들이기 때문에 이들을 따라하기 위해 학생들은 피부를 검게 칠했지만, 이것이 유명인 샘 오취리에게 알려지게 되었고, 그가 문제제기를 하였다. 이 행위가 인종차별인가 아닌가에 대한 논쟁이 있었고, 인종차별이 아니라고 주장하는 한국 사람들이 샘 오취리의 방송 출연 정지를 요청하기도 했다.  해당 학생들 뿐만 아니라 대한민국의 많은 사람들은 블랙페이스라는 개념을 모르고 있었고, 이 사건을 통해 해당 개념이 알려지게 되었다. 이후 샘 오취리는 BBC 등의 영어권 방송에 해당 내용을 가지고 인터뷰를 하였고, 지금은 유튜브 채널을 운영하고 있으나, 많은 한국인들은 2022년 기준으로도 그의 채널에 당시의 문제제기를 한 사건들을 이야기하면서, 한국은 인종차별이 없는 국가이며, 악성 댓글을 다는 이들 모두 결백하다고 주장했다.

## 과학적 인종차별
과거의 우생학의 학설을 근간으로 하는 과학적 인종차별론이다. 이러한 우생학론은 특정 인종을 사회적으로 부적격하다고 간주하여 차별, 학살을 정당화 하는 논리로 악용되었었다. 현대에는 유사 과학으로 치부된다.

## 관련 문헌
- 김봉중, <미국은 과연 특별한 나라인가?>, 소나무, 2001
- 박영배, <미국, 야만과 문명의 두 얼굴>, 이채, 1998
- 벤자민 콸스 지음, 조성훈, 이미숙 옮김, <미국 흑인사>, 백산서당, 2002

## 같이 보기
- 비인종주의
- 적극적 우대조치
- 명예 아리아인
- 명예백인
- 유태인
- 공산주의
- 사르지에 바트만
- 페루 부왕령 인종 범주
- 세계 인종 차별 철폐의 날
- 백인우월주의
- 한방울 규칙(ODR)
- 사르지에 바트만
- 야마토 민족을 중핵으로 하는 세계정책의 검토
- 아파르트헤이트 - 남아프리카 공화국 백인정권에 의하여 1948년에 법률로 공식화된 차별정책
- (영어) 오자와 타카오 VS 미국정부, 1922년 - 일본인을 명예백인으로 인정해 달라는 소송